# Liste d'abréviations militaires allemandes
Pour les articles homonymes, voir Abréviations militaires.
Cette page présente quelques abréviations utilisées par l'armée allemande, plus particulièrement durant la Seconde Guerre mondiale.
- Haut – A
- B
- C
- D
- E
- F
- G
- H
- I
- J
- K
- L
- M
- N
- O
- P
- Q
- R
- S
- T
- U
- V
- W
- X
- Y
- Z

## A
- AA : Aufklärungsabteilung (section de reconnaissance)
- Abt. : Abteilung (section, détachement)
- Abtg : Abteilung (section, détachement)
- Adj : Adjudant - Adjoint
- AK : Armeekorps (de) (corps d'armée)
- Alst : Abwehrleitstelle (antenne du contre-espionnage)
- AOK : Armeeoberkommando (commandement suprême de l'armée)
- Ast : Abwehrstelle (antenne du contre-espionnage comme l'Abwehrstelle d'Arras (de))

- Haut – A
- B
- C
- D
- E
- F
- G
- H
- I
- J
- K
- L
- M
- N
- O
- P
- Q
- R
- S
- T
- U
- V
- W
- X
- Y
- Z

## B
- BA ou BArch : Bundesarchiv (Archives fédérales allemandes)
- BA-MA ou BArch-MA : Bundesarchiv-Militärarchiv (Archives fédérales militaires allemandes situées à Fribourg-en-Brisgau)
- Brif : Brigadeführer
- BdO : Befehlshaber (de) der Ordnungspolizei (commandant de la police d'ordre)
- BdS : Befehlshaber (de) der Sicherheitspolizei (commandant de la police de sécurité)
- Btl ou btl : Bataillon
- Bttr : Batterie

- Haut – A
- B
- C
- D
- E
- F
- G
- H
- I
- J
- K
- L
- M
- N
- O
- P
- Q
- R
- S
- T
- U
- V
- W
- X
- Y
- Z

## C
- Haut – A
- B
- C
- D
- E
- F
- G
- H
- I
- J
- K
- L
- M
- N
- O
- P
- Q
- R
- S
- T
- U
- V
- W
- X
- Y
- Z

## D
- DF : Régiment Der Führer (4e régiment de Panzergrenadier de la 2e division SS Das Reich)
- Div : Division
- DR : Division SS Das Reich
- DRK : Deutsches Rotes Kreuz (Croix-Rouge allemande)
- DWstK : Deutsche Waffenstillstandskommission (Commission allemande d'armistice)

- Haut – A
- B
- C
- D
- E
- F
- G
- H
- I
- J
- K
- L
- M
- N
- O
- P
- Q
- R
- S
- T
- U
- V
- W
- X
- Y
- Z

## E
- EGr : Einsatzgruppe (Groupe d'intervention spécial)
- Ek : Einsatzkommando (Commando d'intervention spécial)

- Haut – A
- B
- C
- D
- E
- F
- G
- H
- I
- J
- K
- L
- M
- N
- O
- P
- Q
- R
- S
- T
- U
- V
- W
- X
- Y
- Z

## F
- Feldg : Feldgendarmerie (Police militaire)
- Fg ou FG : Feldgendarmerie (Police militaire)
- Fgend : Feldgendarmerie (Police militaire)
- FK : Feldkommandantur (Commandement de la place militaire)
- Fla : Fliegerabwehr (Lutte antiaérienne)
- Flak : Flugabwehrkanone (Canon antiaérien)
- Fw : Feldwebel

- Haut – A
- B
- C
- D
- E
- F
- G
- H
- I
- J
- K
- L
- M
- N
- O
- P
- Q
- R
- S
- T
- U
- V
- W
- X
- Y
- Z

## G
- Geb.Div. : Gebirgs-Division, division de montagne (ex : 1re division de montagne)
- Gefr : Gefreiter (caporal)
- Gen.d.Inf : General der Infanterie
- Gen.Lt : Generalleutnant
- Gen.Maj : Generalmajor
- Gen.obst : Generaloberst
- Gestapo : Geheime Staatspolizei (Police secrète d'État)
- GFP : Geheime Feldpolizei (Police secrète militaire)
- gKdos ou GKdos : Geheime Kommandosache (de) (Informations classifiées secrètes; Informations secret défense)
- Gren : Grenadier
- Gren.Rgt : Régiment de grenadiers
- Gruf : Gruppenführer

- Haut – A
- B
- C
- D
- E
- F
- G
- H
- I
- J
- K
- L
- M
- N
- O
- P
- Q
- R
- S
- T
- U
- V
- W
- X
- Y
- Z

## H
- H.Geb : Heeresgebiet (territoire administré par l’armée de terre, la Heer)
- H.Gr : Heeresgruppe (groupe d'armées)
- Hptm : Hauptmann (capitaine)
- H.Qu : Hauptquartier (quartier général ; voir aussi Führerhauptquartier, terme désignant un des Quartiers généraux du Führer)
- Hscha : Hauptscharführer (grade de la SS : équivalent en France d'adjudant-chef)
- HSSPF (ou HSSPf) : Höhere SS- und Polizeiführer (chef supérieur de la SS et de la Police)
- Hstuf : Hauptsturmführer (grade de la SS : équivalent du Hauptmann de la Wehrmacht, du capitaine en France)
- HVS : Hauptverbindungsstab (état-major principal de liaison, équivalent de l'OFK en zone sud)

- Haut – A
- B
- C
- D
- E
- F
- G
- H
- I
- J
- K
- L
- M
- N
- O
- P
- Q
- R
- S
- T
- U
- V
- W
- X
- Y
- Z

## I
- IMG : Internationaler Militärgerichtshof (de) (Tribunal militaire international pour le procès de Nuremberg)

- Haut – A
- B
- C
- D
- E
- F
- G
- H
- I
- J
- K
- L
- M
- N
- O
- P
- Q
- R
- S
- T
- U
- V
- W
- X
- Y
- Z

## J
- Haut – A
- B
- C
- D
- E
- F
- G
- H
- I
- J
- K
- L
- M
- N
- O
- P
- Q
- R
- S
- T
- U
- V
- W
- X
- Y
- Z

## K
- KdO : Kommandeur der Ordnungspolizei (commandant de la police d'ordre)
- Kdr : Kommandeur
- KdS : Kommandeur der Sicherheitspolizei (commandant de la police de sécurité)
- Kdt : Kommandant (Commandant)
- Kp : Kompanie (Compagnie)
- Kripo : Kriminalpolizei (Police criminelle)
- Kroat ou kroat : Kroatische (Croate)

- Haut – A
- B
- C
- D
- E
- F
- G
- H
- I
- J
- K
- L
- M
- N
- O
- P
- Q
- R
- S
- T
- U
- V
- W
- X
- Y
- Z

## L
- Lt : Leutnant (Lieutenant)

- Haut – A
- B
- C
- D
- E
- F
- G
- H
- I
- J
- K
- L
- M
- N
- O
- P
- Q
- R
- S
- T
- U
- V
- W
- X
- Y
- Z

## M
- Maj : Major
- MilBfh : Militärbefehlshaber
- MBF : Militärbefehlshaber in Frankreich (Commandant militaire pour la France, chef des forces d'occupation allemandes en France : Otto von Stülpnagel, Carl-Heinrich von Stülpnagel et Karl Kitzinger (de))
- MBGR : Militärbefehlshaber in Griechenland (Commandant militaire pour la Grèce, chef des forces d'occupation allemandes en Grèce : Hellmuth Felmy, Wilhelm Speidel et Heinz Scheurlen (de))
- MG : Maschinengewehr (Mitrailleuse)
- mot. : Motorisierte Infanterie (Infanterie motorisée par exemple 36. Infanterie-Division (mot.))
- MV : Militärverwaltung (Administration militaire dans les territoires occupés)
- MVR : Militärverwaltungsrat (Conseiller militaire)

- Haut – A
- B
- C
- D
- E
- F
- G
- H
- I
- J
- K
- L
- M
- N
- O
- P
- Q
- R
- S
- T
- U
- V
- W
- X
- Y
- Z

## N
- Haut – A
- B
- C
- D
- E
- F
- G
- H
- I
- J
- K
- L
- M
- N
- O
- P
- Q
- R
- S
- T
- U
- V
- W
- X
- Y
- Z

## O
- OB : Oberbefehlshaber (Commandant en chef, commandant suprême)
- OBdH : Oberbefehlshaber des Heeres (Commandant en chef des armées, commandant suprême des armées)
- Ob.Gren : Obergrenadier
- Oblt : Oberleutnant (Lieutenant)
- OBW : Oberbefehlshaber West (Commandant en chef de l'Ouest, commandant suprême de l'Ouest)
- OFK : Oberfeldkommandantur (Commandement de la place militaire voir HVS)
- Ofw : Oberfeldwebel
- Ogefr : Obergefreiter
- Obst : Oberst
- Obst.Lt : Oberstleutnant
- Ogruf : Obergruppenführer
- OKW : Oberkommando der Wehrmacht (Haut commandement de la Wehrmacht)
- Olt : Oberleutnant (Lieutenant)
- Olt.i.G : Oberleutnant[1] im Generalsrang (au rang de général)
- Ord.Offz : Ordonnanzoffizier (officier d'ordonnance)
- Orpo ou OrPo : Ordnungspolizei (Police d'ordre)
- Osch : Oberschütze (de)
- Oscha : Oberscharführer
- Ostubaf : Obersturmbannführer
- Ostuf : Obersturmführer
- OT : Organisation Todt

- Haut – A
- B
- C
- D
- E
- F
- G
- H
- I
- J
- K
- L
- M
- N
- O
- P
- Q
- R
- S
- T
- U
- V
- W
- X
- Y
- Z

## P
- Pol.Rgt ou pol.rgt : Polizeiregiment (Régiment de police)
- Pz : Panzer (Char de combat, blindé)
- PzAOK : Panzerarmeeoberkommando (Équivalent de Panzer Armee)
- PzDiv Panzerdivision (Division blindée)

- Haut – A
- B
- C
- D
- E
- F
- G
- H
- I
- J
- K
- L
- M
- N
- O
- P
- Q
- R
- S
- T
- U
- V
- W
- X
- Y
- Z

## Q
- Qu : Quartiermeister (Quartier-maître dans la marine et fourrier dans l'armée de terre)

- Haut – A
- B
- C
- D
- E
- F
- G
- H
- I
- J
- K
- L
- M
- N
- O
- P
- Q
- R
- S
- T
- U
- V
- W
- X
- Y
- Z

## R
- Rgt : Régiment
- rgt.séc : Régiment de sécurité (comme le Régiment de sécurité 1000 ou le Sicherungs-Regiment 95)
- RSHA : Reichssicherheitshauptamt (Office central de la sécurité du Reich)
- Rttf : Rottenführer

- Haut – A
- B
- C
- D
- E
- F
- G
- H
- I
- J
- K
- L
- M
- N
- O
- P
- Q
- R
- S
- T
- U
- V
- W
- X
- Y
- Z

## S
- Sch : Schütze
- Scharf : Scharführer
- SD : Sicherheitsdienst (Service de la sécurité)
- SD : Sicherungsdivision (Division de sécurité comme la 52e division de sécurité)
- Sdf : Sonderführer
- Sipo : Sicherheitspolizei (Police de sûreté)
- Sk : Sonderkommando (Commando spécial)
- S.Rgt : Sicherungsregiment (Régiment de sécurité comme le Régiment de sécurité 1000 ou le Sicherungs-Regiment 95)
- SS : Schutzstaffel
- SS-Pol-Rgt : SS Polizei Regiment (voir SS Polizei Regiment 19)
- Staf : Standartenführer
- Stgefr : Stabsgefreiter (de)
- Stobtsm : Stabsoberfeldwebel (de)
- Stp : Stützpunkt (point d'appui)
- Strmm : Sturmmann
- Stubaf : Sturmbannführer
- Stuscharf : Sturmscharführer

- Haut – A
- B
- C
- D
- E
- F
- G
- H
- I
- J
- K
- L
- M
- N
- O
- P
- Q
- R
- S
- T
- U
- V
- W
- X
- Y
- Z

## T
- Haut – A
- B
- C
- D
- E
- F
- G
- H
- I
- J
- K
- L
- M
- N
- O
- P
- Q
- R
- S
- T
- U
- V
- W
- X
- Y
- Z

## U
- Uffz : Unteroffizier
- Ufw : Unterfeldwebel (de)
- Uscha : Unterscharführer
- Ustuf : Untersturmführer

- Haut – A
- B
- C
- D
- E
- F
- G
- H
- I
- J
- K
- L
- M
- N
- O
- P
- Q
- R
- S
- T
- U
- V
- W
- X
- Y
- Z

## V
- VS : Verbindungsstab (État-major local de liaison équivalent de la feldkommandantur en zone Sud)

- Haut – A
- B
- C
- D
- E
- F
- G
- H
- I
- J
- K
- L
- M
- N
- O
- P
- Q
- R
- S
- T
- U
- V
- W
- X
- Y
- Z

## W
- WAKO : Waffenstillstandskommission (Commission allemande d'armistice)
- Wastiko : Waffenstillstandskommission (Commission allemande d'armistice)
- WFSt : Wehrmachtführungsstab (de) (État-major de commandement de la Wehrmacht)
- WH : Wehrmacht
- WK : Wehrkreis

- Haut – A
- B
- C
- D
- E
- F
- G
- H
- I
- J
- K
- L
- M
- N
- O
- P
- Q
- R
- S
- T
- U
- V
- W
- X
- Y
- Z

## X
- Haut – A
- B
- C
- D
- E
- F
- G
- H
- I
- J
- K
- L
- M
- N
- O
- P
- Q
- R
- S
- T
- U
- V
- W
- X
- Y
- Z

## Y
- Haut – A
- B
- C
- D
- E
- F
- G
- H
- I
- J
- K
- L
- M
- N
- O
- P
- Q
- R
- S
- T
- U
- V
- W
- X
- Y
- Z

## Z
- z. Vfg : zur Verfügung (à disposition, disponible)
- ZbV ou zbV : Zur besonderen Verfügung ; zur besonderen Verwendung (pour décision spéciale ou pour utilisation particulière)
- ZStL : Zentrale Stelle der Landesjustizverwaltungen zur Aufklärung nationalsozialisticher Verbrechen Ludwigsburg (Service central d’enquêtes sur les crimes nationaux-socialistes ayant son siège à Ludwigsburg)

## Sources et références
- Bruno Kartheuser : Walter, agent du SD à Tulle ; Tome 2 La France occupée 1940-1943
- Bruno Kartheuser : Walter, agent du SD à Tulle ; Tome 3 Les pendaisons de Tulle